# Afroditi-Piteni Bijker
Afroditi-Piteni Bijker (21 maart 1986) is een voormalig Nederlands jeugdactrice.

## Biografie
Bijker heeft in enkele kinderprogramma's en -films gespeeld. In 1995 was ze te zien in een aflevering van Dag Juf, tot morgen. Een jaar later kreeg ze een hoofdrol in de serie Mijn Franse tante Gazeuse die later werd bewerkt tot een film. Twee jaar later speelde ze in Abeltje. Bijker was in 1999 te zien als Shannon in de televisieserie Hertenkamp.